# Letter from Masanija
Letter from Masanjia è un documentario canadese, diretto da Leon Lee, uscito nel 2018.
Il film racconta la storia di Sun Yi, un prigioniero politico cinese. Sun ha denunciato gli abusi sui diritti umani presenti nel campo di lavoro forzato di Masanjia in una lettera, che venne scoperta tra le decorazioni di Halloween da Julie Keith, una donna americana residente a Portland, in Oregon.
La prima del film si è tenuta il 27 aprile 2018 al festival canadese Hot Docs Canadian International Documentary Festival.
Il film ha ricevuto una nomination come miglior documentario al  Canadian Screen Award nel 2019.